# Lijst van voetbalinterlands Duitsland - Nederland (mannen)
Deze lijst van voetbalinterlands is een overzicht van alle officiële voetbalwedstrijden tussen de nationale teams van (West-)Duitsland en Nederland. Voor een overzicht van de wedstrijden tussen de voormalige DDR en Nederland zie Lijst van voetbalinterlands DDR - Nederland.
De landen hebben tot op heden 48 keer tegen elkaar gespeeld. De eerste wedstrijd tussen beide landen, een vriendschappelijke wedstrijd, was op 24 april 1910 in Arnhem. De laatste ontmoeting, een groepswedstrijd tijdens de UEFA Nations League 2024/25, vond plaats op 14 oktober 2024 in München.

## Achtergrond
De voetbalinterlands tussen Nederland en Duitsland staan bekend als een van de interessantste derby's van West-Europa. Dat komt grotendeels door de grote rivaliteit tussen beiden landen en de achtergrond van de wedstrijd in het verleden. Beide elftallen staan hoog geklasseerd op de FIFA-wereldranglijst. De interland tussen beide landen kent een grote populariteit en wordt dan ook breed uitgemeten in de media.

## Wedstrijden
| №  | № Int NED | Plaats        | Datum             | Competitie                  | Wedstrijd                  | Uitslag |
| -- | --------- | ------------- | ----------------- | --------------------------- | -------------------------- | ------- |
| 1  | 21        | Arnhem        | 24 april 1910     | Vriendschappelijk           | Nederland − Duitsland      | 4 – 2   |
| 2  | 22        | Kleef         | 16 oktober 1910   | Vriendschappelijk           | Duitsland − Nederland      | 1 – 2   |
| 3  | 28        | Zwolle        | 24 maart 1912     | Vriendschappelijk           | Nederland − Duitsland      | 5 – 5   |
| 4  | 34        | Leipzig       | 17 november 1912  | Vriendschappelijk           | Duitsland − Nederland      | 2 – 3   |
| 5  | 40        | Amsterdam     | 5 april 1914      | Vriendschappelijk           | Nederland − Duitsland      | 4 – 4   |
| 6  | 64        | Hamburg       | 10 mei 1923       | Vriendschappelijk           | Duitsland − Nederland      | 0 – 0   |
| 7  | 67        | Amsterdam     | 21 april 1924     | Vriendschappelijk           | Nederland − Duitsland      | 0 – 1   |
| 8  | 76        | Amsterdam     | 29 maart 1925     | Vriendschappelijk           | Nederland − Duitsland      | 2 – 1   |
| 9  | 82        | Düsseldorf    | 18 april 1926     | Vriendschappelijk           | Duitsland − Nederland      | 4 – 2   |
| 10 | 85        | Amsterdam     | 31 oktober 1926   | Vriendschappelijk           | Nederland − Duitsland      | 2 – 3   |
| 11 | 91        | Keulen        | 20 november 1927  | Vriendschappelijk           | Duitsland − Nederland      | 2 – 2   |
| 12 | 113       | Amsterdam     | 26 april 1931     | Vriendschappelijk           | Nederland − Duitsland      | 1 – 1   |
| 13 | 121       | Düsseldorf    | 4 december 1932   | Vriendschappelijk           | Duitsland − Nederland      | 0 – 2   |
| 14 | 133       | Amsterdam     | 17 februari 1935  | Vriendschappelijk           | Nederland − Duitsland      | 2 – 3   |
| 15 | 143       | Düsseldorf    | 31 januari 1937   | Vriendschappelijk           | Duitsland − Nederland      | 2 – 2   |
| 16 | 215       | Düsseldorf    | 14 maart 1956     | Vriendschappelijk           | West-Duitsland − Nederland | 1 – 2   |
| 17 | 224       | Amsterdam     | 3 april 1957      | Vriendschappelijk           | Nederland − West-Duitsland | 1 – 2   |
| 18 | 242       | Keulen        | 21 oktober 1959   | Vriendschappelijk           | West-Duitsland − Nederland | 7 – 0   |
| 19 | 284       | Rotterdam     | 23 maart 1966     | Vriendschappelijk           | Nederland − West-Duitsland | 2 – 4   |
| 20 | 341       | München       | 7 juli 1974       | WK 1974                     | West-Duitsland − Nederland | 2 – 1   |
| 21 | 347       | Frankfurt     | 17 mei 1975       | Vriendschappelijk           | West-Duitsland − Nederland | 1 – 1   |
| 22 | 372       | Córdoba       | 18 juni 1978      | WK 1978                     | Nederland − West-Duitsland | 2 – 2   |
| 23 | 378       | Düsseldorf    | 20 december 1978  | Vriendschappelijk           | West-Duitsland − Nederland | 3 – 1   |
| 24 | 390       | Napels        | 14 juni 1980      | EK 1980                     | West-Duitsland − Nederland | 3 – 2   |
| 25 | 393       | Eindhoven     | 11 oktober 1980   | Vriendschappelijk           | Nederland − West-Duitsland | 1 – 1   |
| 26 | 430       | Dortmund      | 14 mei 1986       | Vriendschappelijk           | West-Duitsland − Nederland | 3 – 1   |
| 27 | 449       | Hamburg       | 21 juni 1988      | EK 1988                     | West-Duitsland − Nederland | 1 – 2   |
| 28 | 452       | München       | 19 oktober 1988   | WK 1990 kwalificatie        | West-Duitsland − Nederland | 0 – 0   |
| 29 | 456       | Rotterdam     | 26 april 1989     | WK 1990 kwalificatie        | Nederland − West-Duitsland | 1 – 1   |
| 30 | 469       | Milaan        | 24 juni 1990      | WK 1990                     | West-Duitsland − Nederland | 2 – 1   |
| 31 | 487       | Göteborg      | 18 juni 1992      | EK 1992                     | Duitsland − Nederland      | 1 – 3   |
| 32 | 524       | Rotterdam     | 24 april 1996     | Vriendschappelijk           | Nederland − Duitsland      | 0 – 1   |
| 33 | 556       | Gelsenkirchen | 18 november 1998  | Vriendschappelijk           | Duitsland − Nederland      | 1 – 1   |
| 34 | 566       | Amsterdam     | 23 februari 2000  | Vriendschappelijk           | Nederland − Duitsland      | 2 – 1   |
| 35 | 596       | Gelsenkirchen | 20 november 2002  | Vriendschappelijk           | Duitsland − Nederland      | 1 – 3   |
| 36 | 614       | Porto         | 15 juni 2004      | EK 2004                     | Duitsland − Nederland      | 1 – 1   |
| 37 | 630       | Rotterdam     | 17 augustus 2005  | Vriendschappelijk           | Nederland − Duitsland      | 2 – 2   |
| 38 | 715       | Hamburg       | 15 november 2011  | Vriendschappelijk           | Duitsland − Nederland      | 3 – 0   |
| 39 | 721       | Charkiv       | 13 juni 2012      | EK 2012                     | Nederland − Duitsland      | 1 – 2   |
| 40 | 728       | Amsterdam     | 14 november 2012  | Vriendschappelijk           | Nederland − Duitsland      | 0 – 0   |
| 41 | 795       | Amsterdam     | 13 oktober 2018   | UEFA Nations League 2018/19 | Nederland − Duitsland      | 3 – 0   |
| 42 | 798       | Gelsenkirchen | 19 november 2018  | UEFA Nations League 2018/19 | Duitsland − Nederland      | 2 – 2   |
| 43 | 800       | Amsterdam     | 24 maart 2019     | EK 2020 kwalificatie        | Nederland − Duitsland      | 2 – 3   |
| 44 | 803       | Hamburg       | 6 september 2019  | EK 2020 kwalificatie        | Duitsland − Nederland      | 2 – 4   |
| 45 | 834       | Amsterdam     | 29 maart 2022     | Vriendschappelijk           | Nederland − Duitsland      | 1 – 1   |
| 46 | 857       | Frankfurt     | 26 maart 2024     | Vriendschappelijk           | Duitsland − Nederland      | 2 − 1   |
| 47 | 867       | Amsterdam     | 10 september 2024 | UEFA Nations League 2024/25 | Nederland − Duitsland      | 2 – 2   |
| 48 | 869       | München       | 14 oktober 2024   | UEFA Nations League 2024/25 | Duitsland − Nederland      | 1 − 0   |

## Samenvatting
| Competitie          | Totaal gespeeld | Winst Duitsland | Gelijk | Winst Nederland | Doelsaldo Duitsland – Nederland |
| ------------------- | --------------- | --------------- | ------ | --------------- | ------------------------------- |
| WK-eindronde        | 3               | 2               | 1      | 0               | 5 − 3                           |
| WK-kwalificatie     | 2               | 0               | 2      | 0               | 1 − 1                           |
| EK-eindronde        | 5               | 2               | 1      | 2               | 8 − 9                           |
| EK-kwalificatie     | 2               | 1               | 0      | 1               | 5 − 6                           |
| UEFA Nations League | 4               | 1               | 2      | 1               | 5 − 7                           |
| Vriendschappelijk   | 32              | 12              | 12     | 8               | 66 − 52                         |
| Totaal              | 48              | 18              | 18     | 12              | 90 − 78                         |

Wedstrijden bepaald door strafschoppen worden, in lijn met de FIFA, als een gelijkspel gerekend.

## Memorabele wedstrijden
Vriendschappelijk, 1956

Eerste wedstrijd tegen Duitsland sinds het einde van de Tweede Wereldoorlog. Tevens overwinning op de regerend wereldkampioen.
|               |                         |     |                 |                                                                                      |
| 14 maart 1956 | Duitsland               | 1–2 | Nederland       | Düsseldorf, Rheinstadion Bezoekers: 39.000 Scheidsrechter: Reginald Leafe (Engeland) |
| 14 maart 1956 | Van der Hart 77' (e.d.) |     | Lenstra 52' 72' | Düsseldorf, Rheinstadion Bezoekers: 39.000 Scheidsrechter: Reginald Leafe (Engeland) |

Finale, WK 1974
|                   |                    |     |                                |                                                                                  |
| 7 juli 1974 16:00 | Nederland          | 1–2 | Duitsland                      | München, Olympiastadion Bezoekers: 75.200 Scheidsrechter: Jack Taylor (Engeland) |
| 7 juli 1974 16:00 | Neeskens 2' (pen.) |     | Breitner 25' (pen.) Müller 43' | München, Olympiastadion Bezoekers: 75.200 Scheidsrechter: Jack Taylor (Engeland) |

Voor het eerst in de geschiedenis verwierf Oranje een plaats in de finale, en speelde tegen West-Duitsland. Al in de 2e minuut van deze finale, zonder dat Duitsland de bal zelfs had aangeraakt, werd Johan Cruijff neergehaald en Johan Neeskens benutte de strafschop. Even is de euforie daar, maar na een half uur mochten ook de Duitsers een strafschop nemen, na een overtreding op Hölzenbein. Paul Breitner scoorde de gelijkmaker, en nog voor rust keek Nederland tegen een achterstand aan door een doelpunt van Gerd Müller. Duitsland kon de wedstrijd rustig uitspelen, en werd wereldkampioen (2-1).
2e Ronde, WK 1978
|                    |                            |     |                                |                                                                                             |
| 18 juni 1978 16:45 | Duitsland                  | 2–2 | Nederland                      | Córdoba, Estadio Chateau Carreras Bezoekers: 25.050 Scheidsrechter: John Gordon (Schotland) |
| 18 juni 1978 16:45 | Abramczik 3' D. Müller 70' |     | Haan 27' R. van de Kerkhof 84' | Córdoba, Estadio Chateau Carreras Bezoekers: 25.050 Scheidsrechter: John Gordon (Schotland) |

Halve Finale, EK 1988
|                    |                     |     |                                     |                                                                                 |
| 21 juni 1988 20:15 | Duitsland           | 1–2 | Nederland                           | Volksparkstadion, Hamburg Bezoekers:61.330 Scheidsrechter: Ioan Igna (Roemenië) |
| 21 juni 1988 20:15 | Matthäus 55' (pen.) |     | R. Koeman 74' (pen.) Van Basten 88' | Volksparkstadion, Hamburg Bezoekers:61.330 Scheidsrechter: Ioan Igna (Roemenië) |

In deze halve finale werd met de frustratie van het WK 1974 afgerekend, doordat Oranje met 2-1 wint van West-Duitsland (doelpunten Ronald Koeman en Marco van Basten).
2e Ronde, WK 1990
|                    |                          |     |                      |                                                                                            |
| 24 juni 1990 21:00 | Duitsland                | 2–1 | Nederland            | Stadio Giuseppe Meazza, Milaan Bezoekers: 74.559 Scheidsrechter: Juan Loustau (Argentinië) |
| 24 juni 1990 21:00 | Klinsmann 51' Brehme 82' |     | R. Koeman 89' (pen.) | Stadio Giuseppe Meazza, Milaan Bezoekers: 74.559 Scheidsrechter: Juan Loustau (Argentinië) |

In de achtste finales slaagde Oranje er niet in de Duitsers te verslaan. Nadat die Mannschaft na rust met 2-0 de leiding nam was het gedaan. In deze wedstrijd vond tevens het befaamde 'spuugincident' plaats, waarbij Frank Rijkaard Rudi Völler bespuugde. Rijkaard houdt daaraan de bijnaam "De Lama" over. Ronald Koeman mocht in de laatste minuut nog een tegendoelpunt aantekenen uit een strafschop, maar de winst was voor de Duitsers.
Groepsfase EK 1992
|                    |                                       |     |               |                                                                                    |
| 18 juni 1992 20:15 | Nederland                             | 3–1 | Duitsland     | Nya Ullevi, Göteborg Bezoekers: 37.725 Scheidsrechter: Pierluigi Pairetto (Italië) |
| 18 juni 1992 20:15 | Rijkaard 4' Witschge 15' Bergkamp 72' |     | Klinsmann 53' | Nya Ullevi, Göteborg Bezoekers: 37.725 Scheidsrechter: Pierluigi Pairetto (Italië) |

Groepsfase EK 2004
|                    |                     |     |            |                                                                                  |
| 15 juni 2004 19:45 | Nederland           | 1–1 | Duitsland  | Estádio do Dragão, Porto Bezoekers: 48.197 Scheidsrechter: Anders Frisk (Zweden) |
| 15 juni 2004 19:45 | Van Nistelrooij 81' |     | Frings 31' | Estádio do Dragão, Porto Bezoekers: 48.197 Scheidsrechter: Anders Frisk (Zweden) |

### Oranje helmen
Voor het WK 2006 in Duitsland kwamen er oranje nazi-helmen op de markt. Deze helmen werden door het bedrijf Free Time Products verkocht als grap richting organisator Duitsland en waren voorzien van teksten als Jetzt Geht's Losssss, Aanvalluuuh en Hup Holland Hup. In twee weken tijd zouden er zo'n ruim 15.000 verkocht zijn. De KNVB was niet te spreken over de helm en verbood de hoofddeksels in stadions.
DFB · A-internationals · Bondscoaches · Duits vrouwenelftal · Olympisch elftal · Duitsland U21 · Duitsland U20 · Duitsland U19 · Duitsland U18 · Duitsland U17 · Duitsland U16 · Vrouwen U17
1905 – 1919 · 
1920 – 1929 · 
1930 – 1939 · 
1940 – 1949 · 
1950 – 1959 · 
1960 – 1969 · 
1970 – 1979 · 
1980 – 1989 · 
1990 – 1999 · 
2000 – 2009 · 
2010 – 2019 · 
2020 – 2029
EK's: 1972 · 
1976 · 
1980 · 
1984 · 
1988 · 
1992 · 
1996 · 
2000 · 
2004 · 
2008 · 
2012 · 
2016 · 
2020 · 
2024
CC: 1999 · 
2005 · 
2017
WK's: 1934 ·
1938 · 
1954 · 
1958 · 
1962 · 
1966 · 
1970 · 
1974 · 
1978 · 
1982 · 
1986 · 
1990 · 
1994 · 
1998 · 
2002 · 
2006 · 
2010 · 
2014 · 
2018 · 
2022
OS: 1912 ·
1928 ·
1936 ·
2016 ·
2020
Albanië ·
Algerije ·
Argentinië ·
Armenië ·
Australië ·
Azerbeidzjan ·
België ·
Bohemen en Moravië ·
Bolivia ·
Bosnië en Herzegovina ·
Brazilië ·
Bulgarije ·
Canada ·
Chili ·
China ·
Colombia ·
Costa Rica ·
Cyprus ·
DDR ·
Denemarken ·
Ecuador ·
Egypte ·
Engeland ·
Estland ·
Faeröer ·
Finland ·
Frankrijk ·
Georgië ·
Ghana ·
Gibraltar ·
GOS ·
Griekenland ·
Hongarije ·
Ierland ·
IJsland ·
Iran ·
Israël ·
Italië ·
Ivoorkust ·
Japan ·
Joegoslavië ·
Kameroen ·
Kazachstan ·
Koeweit ·
Kroatië ·
Letland ·
Liechtenstein ·
Litouwen ·
Luxemburg ·
Malta ·
Marokko ·
Mexico ·
Moldavië ·
Nederland ·
Nieuw-Zeeland ·
Nigeria ·
Noord-Ierland ·
Noord-Macedonië ·
Noorwegen ·
Oekraïne ·
Oman ·
Oostenrijk ·
Paraguay ·
Peru ·
Polen ·
Portugal ·
Roemenië ·
Rusland ·
Saarland ·
San Marino ·
Saoedi-Arabië ·
Schotland ·
Servië ·
Servië en Montenegro · 
Slovenië ·
Slowakije ·
Sovjet-Unie ·
Spanje ·
Thailand ·
Tsjechië ·
Tsjecho-Slowakije ·
Tunesië ·
Turkije ·
Uruguay ·
Verenigde Arabische Emiraten ·
Verenigde Staten ·
Wales ·
Wit-Rusland ·
Zuid-Afrika ·
Zuid-Korea ·
Zweden ·
Zwitserland
Algerije (1982) · 
Algerije (2014) · 
Argentinië (1986) ·
Argentinië (1990) ·
Argentinië (2006) ·
Argentinië (2014) · 
Australië (2010) ·
België (1980) · 
Brazilië (2002) ·
Brazilië (2014) · 
Chili (1982) ·
Costa Rica (2006) ·
Denemarken (1992) ·
Denemarken (2012) · 
Ecuador (2006) ·
Engeland (1966) ·
Engeland (1982) ·
Engeland (2010) ·
Engeland (2021) ·
Frankrijk (2014) · 
Frankrijk (2021) · 
Ghana (2014) ·
Griekenland (2012) · 
Hongarije (1954, 2) ·
Hongarije (2021) ·
Italië (1982) ·
Italië (2006) ·
Italië (2012) · 
Japan (2022) · 
Kroatië (2008) ·
Mexico (2018) ·
Nederland (1974) ·
Nederland (2012) ·
Oekraïne (2016) ·
Oostenrijk (1982) ·
Oostenrijk (2008) ·
Polen (2006) ·
Polen (2008) ·
Polen (2016) ·
Portugal (2006) ·
Portugal (2008) ·
Portugal (2012) ·
Portugal (2014) ·
Portugal (2021) ·
Servië (2010) ·
Sovjet-Unie (1972) · 
Spanje (1982) ·
Spanje (2008) ·
Spanje (2022) ·
Tsjechië (1996, 2) · 
Tsjecho-Slowakije (1976) ·
Turkije (2008) ·
Verenigde Staten (2014) ·
Zuid-Korea (2018) ·
Zweden (2006)
KNVB ·
A-internationals ·
Bondscoaches (m) ·
Topscorers ·
Nederlands vrouwenelftal ·
Bondscoaches (v) ·
Nederland B ·
Olympisch elftal ·
Jong Oranje ·
Nederland –20 ·
Nederland –19 ·
Nederland –18 ·
Nederland –17 ·
Nederland –16 ·
Nederland –15 ·
Nederlands amateurelftal ·
Nederlands zaterdagelftal ·
Jong OranjeLeeuwinnen ·
Vrouwen –20 ·
Vrouwen –19 ·
Vrouwen –18 ·
Vrouwen –17 ·
Vrouwen –16 ·
Vrouwen –15 ·
Militair mannenelftal ·
Militair vrouwenelftal ·
Strandteam ·
Vrouwen Strandteam ·
Futsalteam ·
Vrouwen Futsalteam

EK-wedstrijden ·
WK-wedstrijden ·
Resultaten kwalificaties en eindronden ·
Nederland B-wedstrijden ·
Officieuze wedstrijden ·
EK-wedstrijden vrouwen ·
WK-wedstrijden vrouwen ·
Resultaten vrouwen kwalificaties en eindronden
1905 – 1919 ·
1920 – 1929 ·
1930 – 1939 ·
1940 – 1949 ·
1950 – 1959 ·
1960 – 1969 ·
1970 – 1979 ·
1980 – 1989 ·
1990 – 1999 ·
2000 – 2009 ·
2010 – 2019 ·
2020 – 2029
2015 ·
2016 ·
2017 ·
2018 ·
2019 ·
2020 ·
2021 · 
2022
EK's: 1976 · 
1980 · 
1988 · 
1992 · 
1996 · 
2000 · 
2004 · 
2008 · 
2012 · 
2020 · 
2024
WK's: 1934 · 
1938 · 
1974 · 
1978 · 
1990 · 
1994 · 
1998 · 
2006 · 
2010 · 
2014 · 
2022
OS: 1908 ·
1912 ·
1920 ·
1924 ·
1928 ·
1948 ·
1952 ·
2008
Albanië ·
Andorra ·
Argentinië ·
Armenië ·
Australië ·
België ·
Bosnië en Herzegovina ·
Brazilië ·
Bulgarije ·
Canada ·
Chili ·
China ·
Colombia ·
Costa Rica ·
Curaçao ·
Cyprus ·
DDR ·
Denemarken ·
Duitsland ·
Ecuador ·
Egypte ·
Engeland ·
Estland ·
Faeröer ·
Finland ·
Frankrijk ·
GOS · 
Georgië ·
Ghana ·
Gibraltar ·
Griekenland ·
Hongarije ·
Ierland ·
IJsland ·
Indonesië ·
Iran ·
Israël ·
Italië ·
Ivoorkust ·
Japan ·
Joegoslavië ·
Kameroen ·
Kazachstan ·
Kroatië ·
Letland ·
Liechtenstein ·
Luxemburg ·
Malta ·
Marokko ·
Mexico ·
Moldavië ·
Montenegro ·
Nederlandse Antillen ·
Nigeria ·
Noord-Ierland ·
Noord-Macedonië ·
Noorwegen ·
Oekraïne ·
Oostenrijk ·
Paraguay ·
Peru ·
Polen ·
Portugal ·
Qatar ·
Roemenië ·
Rusland ·
Saarland ·
San Marino ·
Saoedi-Arabië ·
Schotland ·
Senegal ·
Servië en Montenegro ·
Slovenië ·
Slowakije ·
Sovjet-Unie ·
Spanje ·
Suriname ·
Thailand ·
Tsjechië ·
Tsjecho-Slowakije ·
Tunesië ·
Turkije ·
Uruguay ·
Verenigd Koninkrijk ·
Verenigde Staten ·
Wales ·
Wit-Rusland ·
Zuid-Afrika ·
Zuid-Korea ·
Zweden ·
Zwitserland
Argentinië (1978) ·
Argentinië (2006) ·
Argentinië (2014) ·
Argentinië (2022) ·
Australië (2014) ·
Brazilië (2014) ·
Chili (2014) · 
Costa Rica (2014) ·
Denemarken (2010) ·
Denemarken (2012) ·
Duitsland (2012) · 
Ecuador (2022) · 
Frankrijk (2008) ·
Italië (2008) ·
Ivoorkust (2006) ·
Japan (2010) ·
Kameroen (2010) ·
Mexico (2014) · 
Noord-Macedonië (2021) · 
Oekraïne (2021) · 
Oostenrijk (2021) · 
Portugal (2006) ·
Portugal (2012) ·
Portugal (2019) ·
Qatar (2022) ·
Roemenië (2008) ·
Rusland (2008) ·
San Marino (2011) ·
Senegal (2022) ·
Servië en Montenegro (2006) ·
Sovjet-Unie (1988) ·
Spanje (2010) ·
Spanje (2014) ·
Tsjechië (2021) · 
Uruguay (2010) ·
Verenigde Staten (2022) · 
West-Duitsland (1974)